# Willy Ewert
Willi Rudolf Theodor Ewert (* 21. April 1894 in Berlin; † 20. Mai 1970 in Bremen) war ein deutscher Politiker (SPD) und Senator in Bremen.

## Leben
Ewert arbeitete nach einem Studium am Technikum als Ingenieur in Bremen.
Er war Mitglied der SPD. Von 1946 bis 1951 war er Mitglied der Bremer Bürgerschaft. Vom 28. November 1946 bis zum 13. April 1948 wurde er zum Senator für Wohnungswesen beziehungsweise Arbeit, Sozialordnung und Wohnungswesen in den Senat berufen. Nach seinem Rücktritt übernahmen Gerhard van Heukelum (SPD) (Ressort Arbeit und Wohlfahrt) bzw. Hermann Mester (SPD) (Wohnungswesen) seine Aufgaben im Senat unter Führung von Wilhelm Kaisen (SPD).
Ewert war seit dem 7. August 1926 mit Anna Emilie Marie geb. Schwabe (1894–1974) verheiratet. Die Eheschließung fand in Kassel statt. Willi Ewert starb am 20. Mai 1970 gegen 07:00 Uhr in seiner Wohnung Bei den drei Pfählen 79 in Bremen im Alter von 76 Jahren. Er war evangelisch.